# Maximilian Hüttisch
Maxmilián Maximilian Hüttisch (6. listopadu 1911, Jáchymov – 16. září 1988, Mnichov) byl německý malíř a grafik, docent výtvarného umění a pedagog, podílel se na mnoha výstavách.
Hüttisch se nejprve učil malířem porcelánu, kreslič šablon a rytec. Později navštěvoval pražskou Vysokou školu uměleckoprůmyslovou a Akademii múzických umění.

## Ocenění
- Získal čestné občanství města Jáchymova